# Seznam All Star týmů v ledním hokeji na olympijských hrách
Seznam uvádí All Star týmy, vyhlašované na olympijských hrách v ledním hokeji.

## Seznam
| Rok                                                                           | Pozice  | Jméno             | Tým            |
| ----------------------------------------------------------------------------- | ------- | ----------------- | -------------- |
| 1964                                                                          | Brankář | Seth Martin       | Kanada         |
| 1964                                                                          | Obránce | Alexandr Ragulin  | Sovětský svaz  |
| 1964                                                                          | Obránce | Rod Seiling       | Kanada         |
| 1964                                                                          | Útočník | Rick Bourbonnais  | Kanada         |
| 1964                                                                          | Útočník | Viktor Jakušev    | Sovětský svaz  |
| 1964                                                                          | Útočník | Josef Černý       | Československo |
| 1968                                                                          | Brankář | Ken Broderick     | Kanada         |
| 1968                                                                          | Obránce | Lennart Svedberg  | Švédsko        |
| 1968                                                                          | Obránce | Jan Suchý         | Československo |
| 1968                                                                          | Útočník | Anatolij Firsov   | Sovětský svaz  |
| 1968                                                                          | Útočník | Fran Huck         | Kanada         |
| 1968                                                                          | Útočník | František Ševčík  | Československo |
| V roce 1972, 1976, 1980, 1984 a 1988 nebyl udělován výběr hvězd.              |         |                   |                |
| 1992                                                                          | Brankář | Ray LeBlanc       | USA            |
| 1992                                                                          | Obránce | Igor Kravčuk      | SNS            |
| 1992                                                                          | Obránce | Dmitrij Mironov   | SNS            |
| 1992                                                                          | Útočník | Håkan Loob        | Švédsko        |
| 1992                                                                          | Útočník | Vjačeslav Bykov   | SNS            |
| 1992                                                                          | Útočník | Eric Lindros      | Kanada         |
| 1994                                                                          | Brankář | Tommy Salo        | Švédsko        |
| 1994                                                                          | Obránce | Brad Werenka      | Kanada         |
| 1994                                                                          | Obránce | Timo Jutila       | Finsko         |
| 1994                                                                          | Útočník | Mats Näslund      | Švédsko        |
| 1994                                                                          | Útočník | Peter Šťastný     | Slovensko      |
| 1994                                                                          | Útočník | Patrik Juhlin     | Švédsko        |
| V roce 1998 nebyl udělován výběr hvězd, pouze nejlepší hráči turnaje století. |         |                   |                |
| 2002                                                                          | Brankář | Mike Richter      | USA            |
| 2002                                                                          | Obránce | Chris Chelios     | USA            |
| 2002                                                                          | Obránce | Brian Leetch      | USA            |
| 2002                                                                          | Útočník | Joe Sakic         | Kanada         |
| 2002                                                                          | Útočník | Mats Sundin       | Švédsko        |
| 2002                                                                          | Útočník | John LeClair      | USA            |
| 2006                                                                          | Brankář | Antero Niittymäki | Finsko         |
| 2006                                                                          | Obránce | Nicklas Lidström  | Švédsko        |
| 2006                                                                          | Obránce | Kimmo Timonen     | Finsko         |
| 2006                                                                          | Útočník | Alexandr Ovečkin  | Rusko          |
| 2006                                                                          | Útočník | Saku Koivu        | Finsko         |
| 2006                                                                          | Útočník | Teemu Selänne     | Finsko         |
| 2010                                                                          | Brankář | Ryan Miller       | USA            |
| 2010                                                                          | Obránce | Brian Rafalski    | USA            |
| 2010                                                                          | Obránce | Shea Weber        | Kanada         |
| 2010                                                                          | Útočník | Zach Parise       | USA            |
| 2010                                                                          | Útočník | Jonathan Toews    | Kanada         |
| 2010                                                                          | Útočník | Pavol Demitra     | Slovensko      |
| 2014                                                                          | Brankář | Henrik Lundqvist  | Švédsko        |
| 2014                                                                          | Obránce | Erik Karlsson     | Švédsko        |
| 2014                                                                          | Obránce | Drew Doughty      | Kanada         |
| 2014                                                                          | Útočník | Mikael Granlund   | Finsko         |
| 2014                                                                          | Útočník | Phil Kessel       | USA            |
| 2014                                                                          | Útočník | Teemu Selänne     | Finsko         |
| 2018                                                                          | Brankář | Vasilij Košečkin  | Sportovci ROV  |
| 2018                                                                          | Obránce | Maxim Noreau      | Kanada         |
| 2018                                                                          | Obránce | Vjačeslav Vojnov  | Sportovci ROV  |
| 2018                                                                          | Útočník | Ilja Kovalčuk     | Sportovci ROV  |
| 2018                                                                          | Útočník | Pavel Dacjuk      | Sportovci ROV  |
| 2018                                                                          | Útočník | Eeli Tolvanen     | Finsko         |
| 2022                                                                          | Brankář | Patrik Rybár      | Slovensko      |
| 2022                                                                          | Obránce | Mikko Lehtonen    | Finsko         |
| 2022                                                                          | Obránce | Jegor Jakovlev    | Sportovci ROV  |
| 2022                                                                          | Útočník | Juraj Slafkovský  | Slovensko      |
| 2022                                                                          | Útočník | Lucas Wallmark    | Švédsko        |
| 2022                                                                          | Útočník | Sakari Manninen   | Finsko         |